# Lijst van Formule 1 Grand Prix-overwinningen door Nico Rosberg
Dit is een Lijst van Formule 1 Grand Prix-overwinningen behaald door Nico Rosberg.

## Grand Prix-overwinningen
Legenda:
- Nr. – Overwinningsnummer; voorbeeld, "1" staat voor Rosbergs eerste Grand Prix-overwinning.
- Race – Racenummer; voorbeeld, "1" staat voor de eerste race waar Rosberg aan heeft deelgenomen
- Grid – De startpositie op de grid waar Rosberg de race begon.
- Verschil – Verschil met de tweede plaats, in minuten:seconden.milliseconden
- ■ Wereldkampioenschap gewonnen

| Nr. | Race nr. | Datum        | Jaar | Grand Prix              | Circuit                            | Grid | Verschil | Constructeur | Chassis | Motor                  | Banden |
| --- | -------- | ------------ | ---- | ----------------------- | ---------------------------------- | ---- | -------- | ------------ | ------- | ---------------------- | ------ |
| 1   | 112      | 15 april     | 2012 | GP van China            | Shanghai International Circuit     | 1    | 0:20.626 | Mercedes     | W03     | Mercedes FO 108Z       | P      |
| 2   | 134      | 26 mei       | 2013 | GP van Monaco           | Circuit de Monaco                  | 1    | 0:03.889 | Mercedes     | W04     | Mercedes FO 108Z       | P      |
| 3   | 136      | 30 juni      | 2013 | GP van Groot-Brittannië | Silverstone                        | 2    | 0:00.765 | Mercedes     | W04     | Mercedes FO 108Z       | P      |
| 4   | 148      | 16 maart     | 2014 | GP van Australië        | Albert Park Street Circuit         | 3    | 0:26.777 | Mercedes     | W05     | Mercedes PU106A Hybrid | P      |
| 5   | 153      | 25 mei       | 2014 | GP van Monaco           | Circuit de Monaco                  | 1    | 0:09.210 | Mercedes     | W05     | Mercedes PU106A Hybrid | P      |
| 6   | 155      | 22 juni      | 2014 | GP van Oostenrijk       | Red Bull Ring                      | 3    | 0:01.932 | Mercedes     | W05     | Mercedes PU106A Hybrid | P      |
| 7   | 157      | 20 juli      | 2014 | GP van Duitsland        | Hockenheimring                     | 1    | 0:20.789 | Mercedes     | W05     | Mercedes PU106A Hybrid | P      |
| 8   | 165      | 9 november   | 2014 | GP van Brazilië         | Autódromo José Carlos Pace         | 1    | 0:01.457 | Mercedes     | W05     | Mercedes PU106A Hybrid | P      |
| 9   | 171      | 10 mei       | 2015 | GP van Spanje           | Circuit de Barcelona-Catalunya     | 1    | 0:17.551 | Mercedes     | W06     | Mercedes PU106B Hybrid | P      |
| 10  | 172      | 24 mei       | 2015 | GP van Monaco           | Circuit de Monaco                  | 2    | 0:04.486 | Mercedes     | W06     | Mercedes PU106B Hybrid | P      |
| 11  | 174      | 21 juni      | 2015 | GP van Oostenrijk       | Red Bull Ring                      | 2    | 0:08.800 | Mercedes     | W06     | Mercedes PU106B Hybrid | P      |
| 12  | 183      | 1 november   | 2015 | GP van Mexico           | Autódromo Hermanos Rodríguez       | 1    | 0:01.954 | Mercedes     | W06     | Mercedes PU106B Hybrid | P      |
| 13  | 184      | 15 november  | 2015 | GP van Brazilië         | Autódromo José Carlos Pace         | 1    | 0:07.756 | Mercedes     | W06     | Mercedes PU106B Hybrid | P      |
| 14  | 185      | 29 november  | 2015 | GP van Abu Dhabi        | Yas Marina Circuit                 | 1    | 0:08.271 | Mercedes     | W06     | Mercedes PU106B Hybrid | P      |
| 15  | 186      | 20 maart     | 2016 | GP van Australië        | Albert Park Street Circuit         | 2    | 0:08.060 | Mercedes     | W07     | Mercedes PU106C Hybrid | P      |
| 16  | 187      | 3 april      | 2016 | GP van Bahrein          | Bahrain International Circuit      | 2    | 0:10.282 | Mercedes     | W07     | Mercedes PU106C Hybrid | P      |
| 17  | 188      | 17 april     | 2016 | GP van China            | Shanghai International Circuit     | 1    | 0:37.776 | Mercedes     | W07     | Mercedes PU106C Hybrid | P      |
| 18  | 189      | 1 mei        | 2016 | GP van Rusland          | Sochi Autodrom                     | 1    | 0:25.022 | Mercedes     | W07     | Mercedes PU106C Hybrid | P      |
| 19  | 193      | 19 juni      | 2016 | GP van Europa           | Baku City Circuit                  | 1    | 0:16.696 | Mercedes     | W07     | Mercedes PU106C Hybrid | P      |
| 20  | 198      | 28 augustus  | 2016 | GP van België           | Circuit de Spa-Francorchamps       | 1    | 0:14.113 | Mercedes     | W07     | Mercedes PU106C Hybrid | P      |
| 21  | 199      | 4 september  | 2016 | GP van Italië           | Autodromo Nazionale Monza          | 2    | 0:15.070 | Mercedes     | W07     | Mercedes PU106C Hybrid | P      |
| 22  | 200      | 18 september | 2016 | GP van Singapore        | Marina Bay Street Circuit          | 1    | 0:00.488 | Mercedes     | W07     | Mercedes PU106C Hybrid | P      |
| 23  | 202      | 9 oktober    | 2016 | GP van Japan            | Suzuka International Racing Course | 1    | 0:04.978 | Mercedes     | W07     | Mercedes PU106C Hybrid | P      |